# NGC 556
NGC 556 је елиптична галаксија у сазвежђу Кит која се налази на NGC листи објеката дубоког неба.
Деклинација објекта је - 22° 41' 50" а ректасцензија 1h 27m 12,5s. Привидна величина (магнитуда) објекта NGC 556 износи 14,9 а фотографска магнитуда 15,9. NGC 556 је још познат и под ознакама ESO 476-13, NPM1G -22.0034, PGC 5420.